# Simundes
Simundes ist eine Wüstung in der Gemarkung von Elm, einem Ortsteil der Stadt Schlüchtern im Main-Kinzig-Kreis in Hessen.

## Geografische Lage
Die genaue Lage ist unbekannt.

## Geschichte
Ursprünglich befand sich die Siedlung im Besitz des Klosters Fulda, verschwindet später aber völlig aus der Überlieferung. Die Siedlung gehörte zum Kloster Schlüchtern und damit im Spätmittelalter zum Einflussbereich der Grafschaft Hanau. 1331 hatte der Abt des Klosters Schlüchtern in Simundes umfangreichen Besitz. Ebenfalls in diesem Jahr wird als eine Einkunftsquelle des Klosters Schlüchtern in Simunds eine Mühle genannt. Bis zum 15. Jahrhundert konnte das Kloster seinen Besitz dort erweitern. Das Kloster Schlüchtern begab sich 1457 endgültig in die Schutzherrschaft der Grafschaft Hanau, seit 1458: Grafschaft Hanau-Münzenberg. Dort war Simundes dem Amt Schlüchtern zugeordnet.

## Historische Namensformen
- Sigimundes (um 1150)
- Simundes (1303)
- Symunds (1331)
- Symons (1346)
- Symonts (1540)